# Ванесса Браун
Ванесса Браун (англ. Vanessa Brown; при рождении — Смилла Тесса Бринд (нем. Smylla Tessa Brind); 24 марта 1928 — 21 мая 1999) — американская актриса, телеведущая и писатель.

## Биография
Ванесса Браун родилась в Вене, в еврейской семье двух обладателей докторской степени, преподавателя иностранных языков Нэша Бринда и психолога Анны Бринд. Когда ей было 9 лет, семья бежала во Францию, а затем в США, чтобы избежать нацистов.
Ванесса была развитым ребёнком, она говорила на немецком, французском, итальянском и английском языках, училась в начальной школе в Манхеттене. Когда она узнала, что постановке «Дозор на Рейне» нужна была девочка с немецким акцентом, одолжила денег на оплату проезда в подземке, и пошла сразу к автору постановки Лилиан Хеллман, и предложила себя в качестве дублёра. К концу постановки, она стала уже постоянной дублёршей.
В 14 лет Браун была ведущей радиошоу «Детская викторина», которое шло с 1940 по 1953, где команда в составе пяти одаренных детей отвечала на вопросы слушателей и зрителей студии.
Дэвид О. Сэлзник, очарованный Ванессой Браун, привёл её в Голливуд. Где, в 1944 году, в 16 лет она появилась в своём первом фильме, «Распоясавшаяся молодёжь». Во время расцвета своей карьеры, актриса появилась в таких разнообразных постановках как «Зуд седьмого года» на Бродвее (в фильме эту роль сыграла Мэрилин Монро) и кинофильме «Тарзан и рабыня».
Браун гастролировала с Кэтрин Хепбёрн в постановке театра Гильдии Шекспира «Как вам это понравится» и стала чем-то вроде протеже легендарной актрисы.
Среди основных фильмов Браун конце 1940-х и начале 1950-х были «Я всегда любил тебя», «Поздний Джордж Апли», «Призрак и миссис Мьюр», «Лисы в Харроу», «Наследница», «Истребитель» и «Злые и красивые».
Браун также была драматургом, писателем и журналисткой. Она написала новеллу «Европа и Бык» и публицистическую книгу «Кадровая политика министра труда Уилларда Вирца». Она была корреспондентом «Голоса Америки» и часто публиковалась в «The Times» и других изданиях.
За свой вклад в развитие киноиндустрии Ванесса удостоена Звезды на Голливудской аллее славы. Номер звезды — 1600. И за вклад в развитие телевидения — 6500.

## Семья
15 августа 1950 Ванесса вышла замуж за Роберта Франклина, брак продлился до 1957. Через два года 29 ноября 1959 она стала женой Марка Сэндрича, через 30 лет совместного брака пара так же развелась. В этом браке у них родилось двое детей. Последние годы жизни актриса тяжело болела. Ванесса Браун скончалась 21 мая 1999 года в возрасте 71 года в Калифорнийском городе Вудленд-Хиллз.